# Steffen Bug
Steffen Bug (* 2. Mai 1975) ist ein deutscher Ingenieur und Hochschullehrer. Er ist Professor für Informationstechnik an der Hessischen Hochschule für öffentliches Management und Sicherheit.

## Leben
Steffen Bug studierte nach dem Besuch des Beruflichen Gymnasiums der Ferdinand-Braun-Schule in Fulda von 1994 bis 2000 Elektrotechnik und Informationstechnik mit der Studienrichtung Nachrichtentechnik an der Technischen Universität Darmstadt und wurde 2005 am dortigen Institut für Hochfrequenztechnik promoviert.
2014 erhielt er einen Ruf an die Hessische Hochschule für Polizei und Verwaltung als Professor für Informationstechnik. Er lehrt in den Fächern Informationstechnik und "Technik, Wissenschaft, Cyberkriminalistik" an den Standorten Kassel, Mühlheim am Main und Gießen.